# Pyramide sud de Mazghouna
Pour les articles homonymes, voir Pyramide de Mazghouna.
La pyramide sud de Mazghouna est attribuée à Amenemhat IV. Découverte et explorée au début du XXe siècle par l'égyptologue Ernest Mackay, elle devait avoir une base de 52,50 mètres de côté mais est restée inachevée. Le site est réduit à une tranchée creusée dans le sol rocheux et aux ruines d'un mur d'enceinte.

## Architecture

### Le complexe funéraire

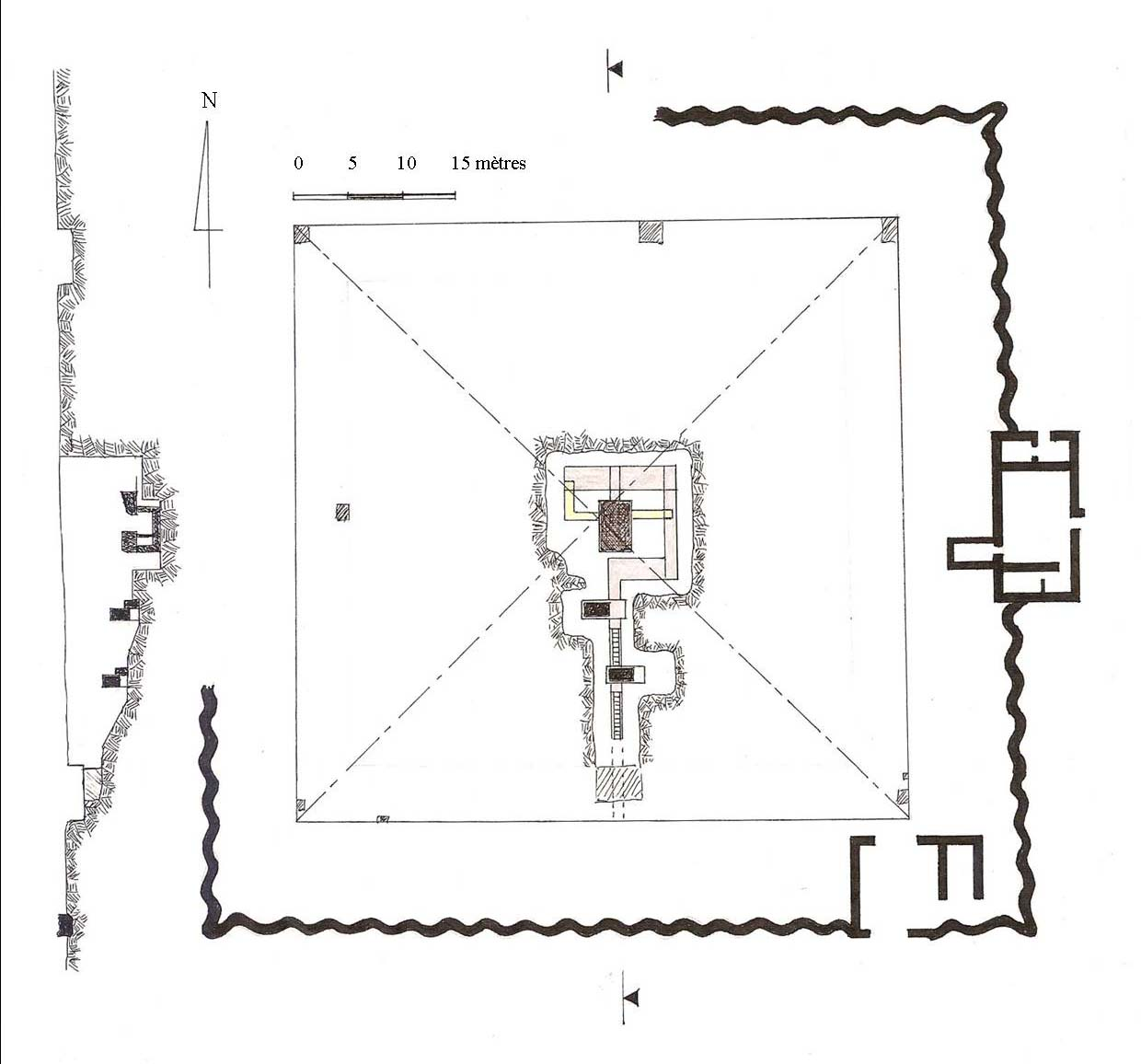
Plan du complexe funéraire d'Amenemhat IV

Il est impossible de représenter l'ensemble funéraire dans son état final tant il est resté à l'état d'ébauche. Le mur d'enceinte en briques et de forme sinusoïdale, ne devait être que provisoire pour laisser place à un mur de pierre à redans. Les murs de type sinusoïdaux que l'on retrouve à la pyramide inachevée de Saqqarah sud et partiellement à la pyramide de Khendjer avaient sans doute comme fonction de protéger les chantiers de l'ensablement.
Ni la chaussée, ni le temple d'accueil n'ont été retrouvés.

### La pyramide

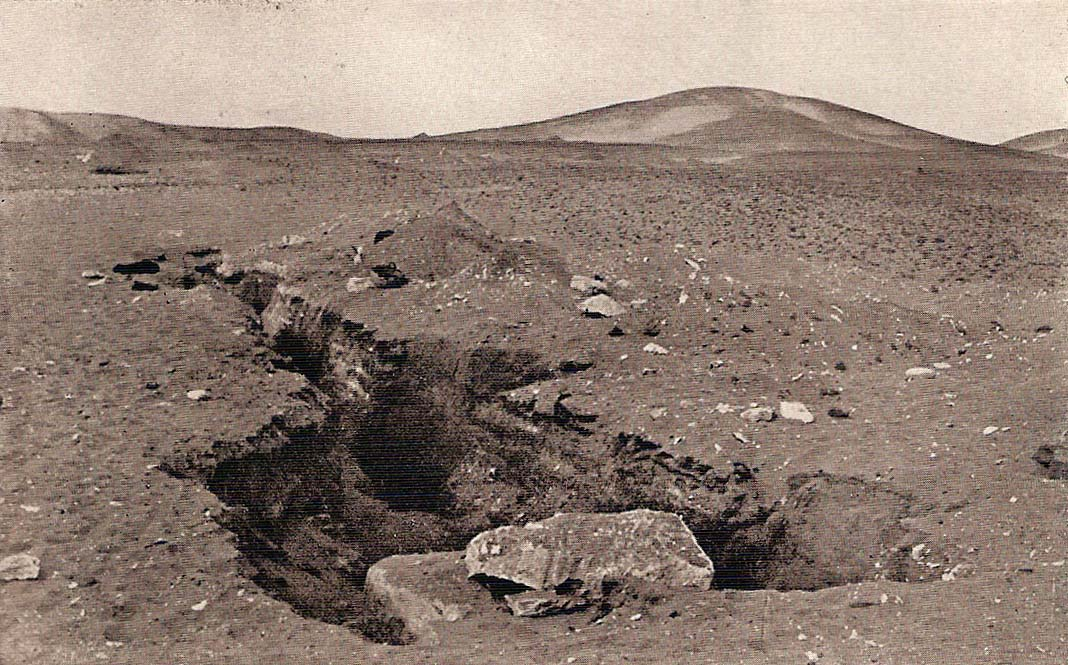
Tranchée de la pyramide d'Amenemhat IV (photo prise en 1911)

Orientée suivant l'axe nord-sud et d'une base de 52,50 mètres de côtés, la pyramide devait être composée d'un corps de briques recouvert d'un parement de calcaire, parement dont il ne reste que la tranchée qui devait en accueillir les fondations.
La superstructure n'a pas été construite. Quant à l'infrastructure, tout ou presque est à ciel ouvert : les escaliers, les passages avec herses et une partie du sarcophage. Bien que plus modeste par ses dimensions, le plan de l'infrastructure est très semblable au plan de la pyramide de Hawara érigée par son illustre prédécesseur Amenemhat III.
Un premier escalier menant à une herse de granit bloque le passage à un deuxième escalier. Ce dernier conduit à une seconde herse de granit, restée dans sa position d'attente. Le couloir nous mène ensuite au réseau de galeries entourant la chambre funéraire. Comme à Hawara, deux accès latéraux à la cuve permettaient de faire fonctionner le système de fermeture, système que l'on retrouvera par la suite à la pyramide de Khendjer et la pyramide inachevée de Saqqarah sud. Le caveau est taillé dans un seul bloc de quartzite et compartimenté de manière à recevoir le cercueil, la caisse à canopes et le mobilier funéraire. Il était couvert de deux dalles de la même matière.

### Particularités du complexe funéraire

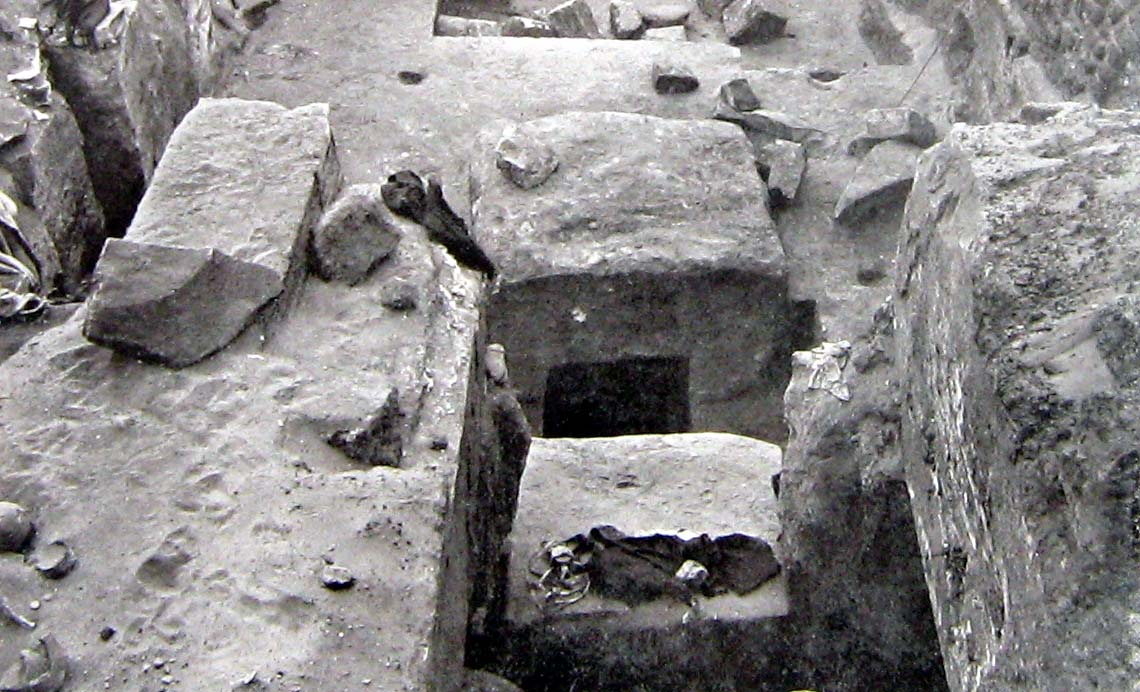
Couvercle du sarcophage de la pyramide de Mazghouna
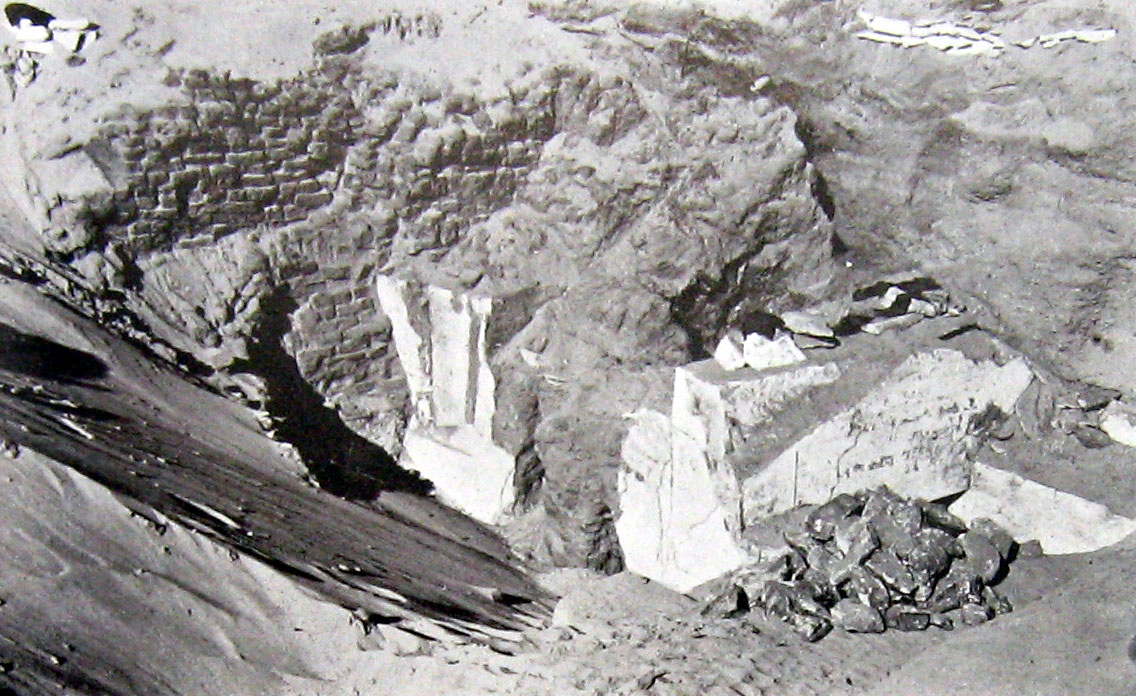
Vue du cratère dévoilant les couvertures de calcaire
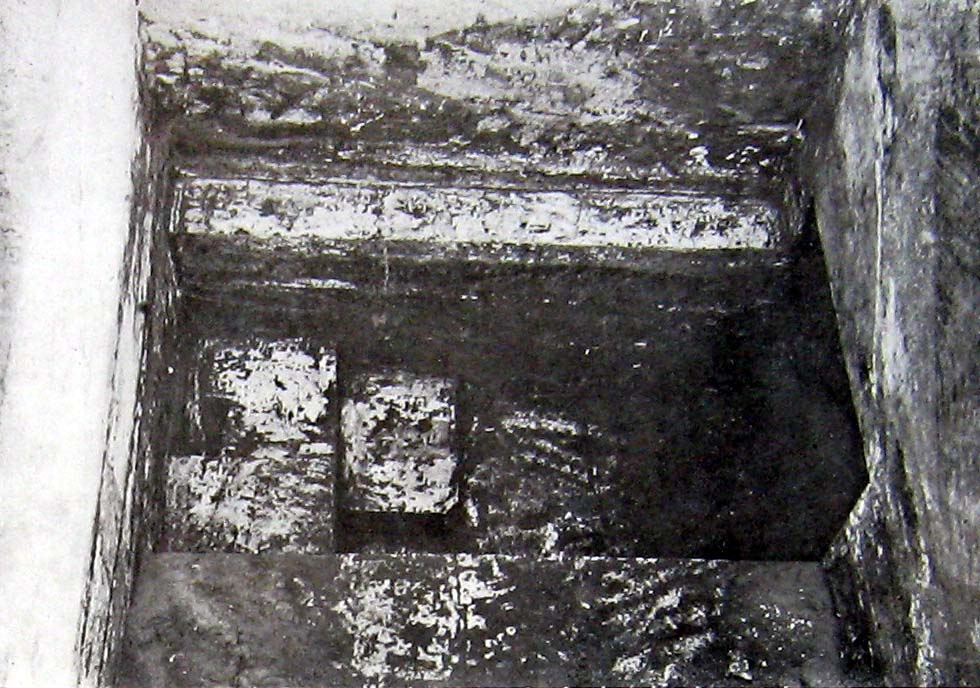
Escalier Est de l'antichambre
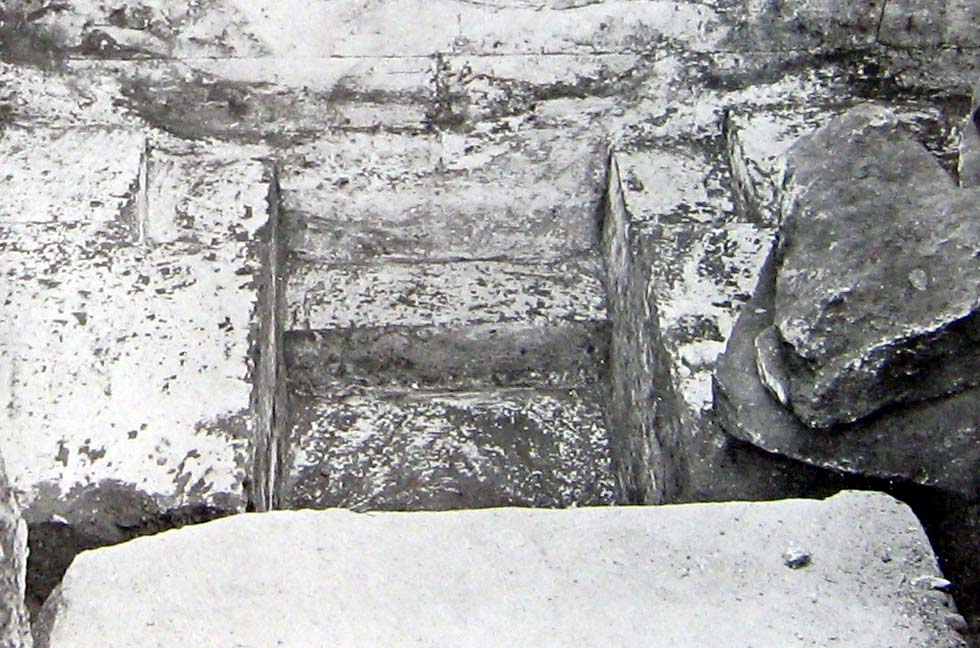
escalier central de l'antichambre menant au caveau
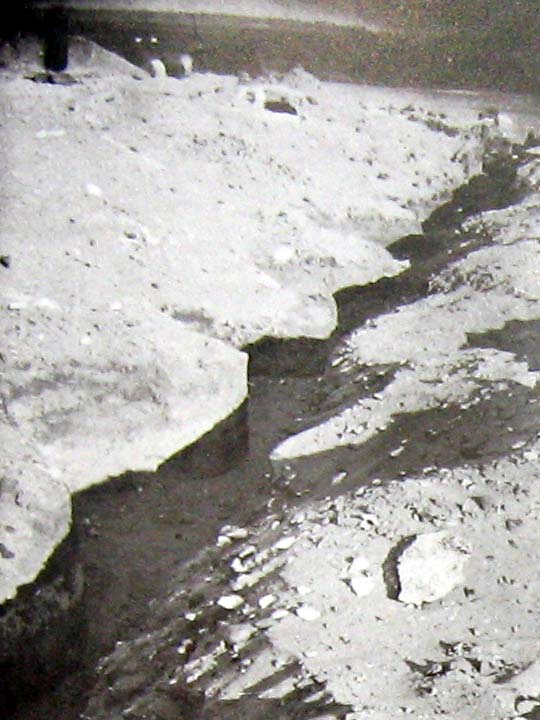
Mur d'enceinte ondulé
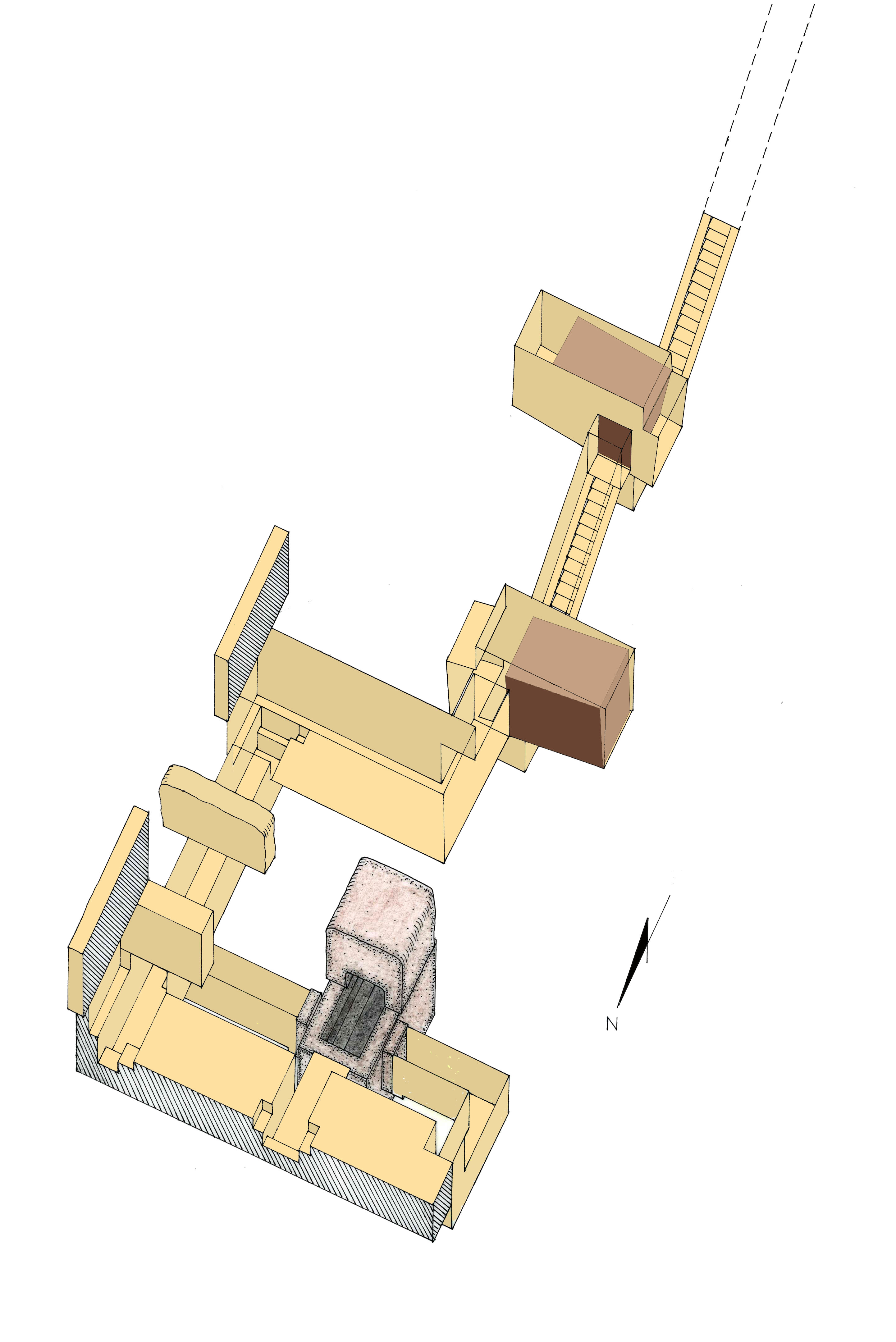
Reconstitution des appartements funéraires d'Amenemhat

- Le système de fermeture, très élaboré, du sarcophage de la pyramide ;
- Les systèmes de fermeture avec herses ;
- Le mur d'enceinte sinusoïdal en briques.